# Pocklington
Pocklington is een civil parish in het bestuurlijke gebied East Riding of Yorkshire, in het Engelse graafschap East Riding of Yorkshire. De plaats telt 8337 inwoners.

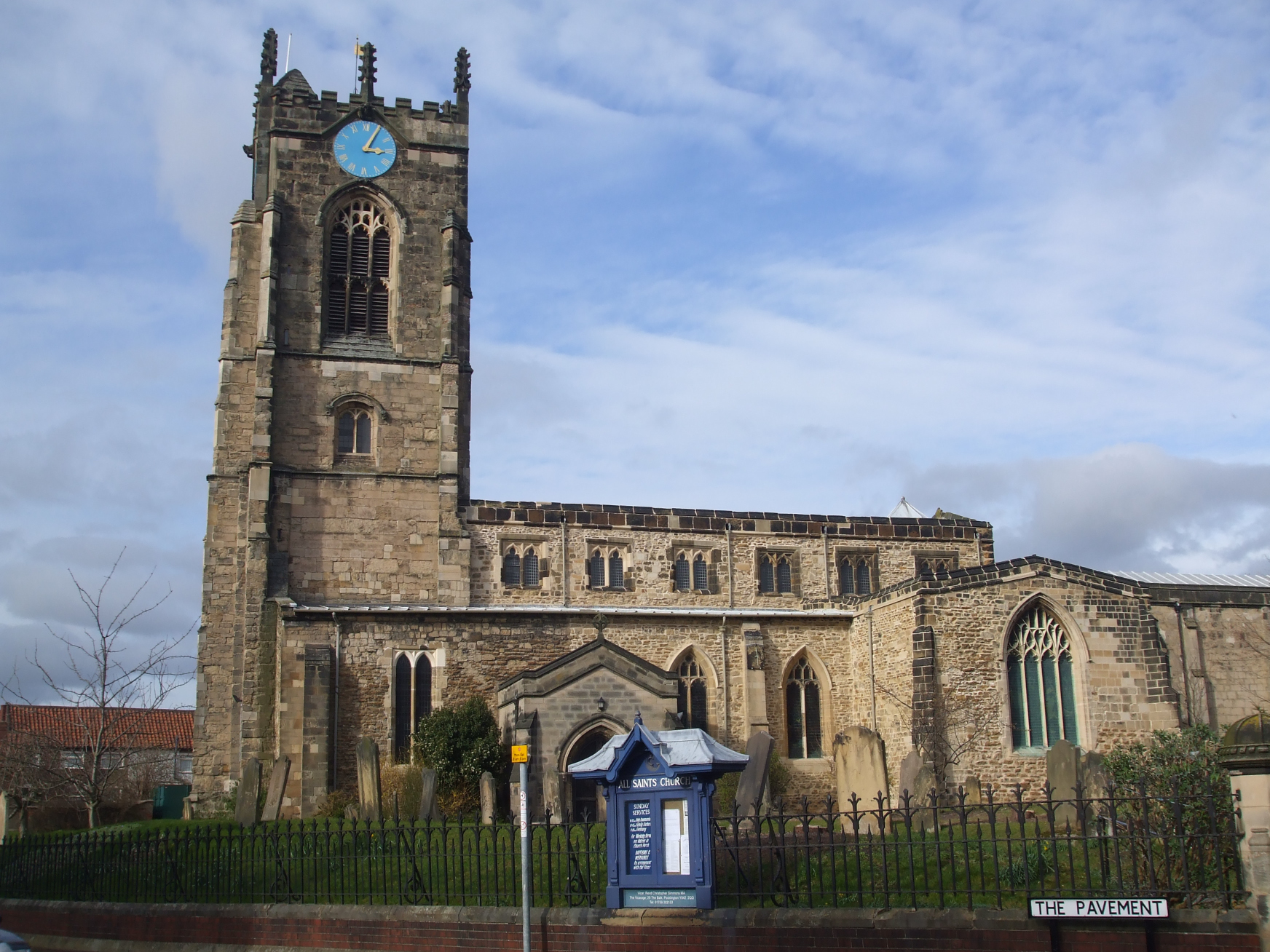
All Saints Church